# Посольство Украины в Руанде
Посольство Украины в Руанде (укр. Посольство України в Руанді, англ. Embassy of Ukraine in Rwanda) — дипломатическая миссия Украины в Руанде, находится в Кигали. 
До апреля 2024 года интересы Украины в Руанде представляло посольство Украины в Кении. 

## Задачи посольства
Основные задачи Посольства Украины в Руанде — представлять интересы Украины, способствовать развитию политических, экономических, культурных, научных и других связей, а также защищать права и интересы граждан и юридических лиц Украины, находящихся на территории Руанды.
Посольство способствует развитию межгосударственных отношений между Украиной и Руандой на всех уровнях, с целью обеспечения гармоничного развития взаимных отношений, а также сотрудничества по вопросам, представляющим взаимный интерес. Посольство также выполняет консульские функции.

## История дипломатических отношений
Руанда признала независимость Украины после распада СССР 7 февраля 1992 года, а официальные дипломатические отношения между странами были установлены 8 сентября 1993 года.
25 мая 2023 года в Кигали, при подписании меморандума о взаимопонимании и политических консультациях министром иностранных дел Руанды Венсаном Бирутой и его украинским коллегой Дмитрием Кулебой, последний заявил, что Украина намерена открыть посольство в Руанде.
19 апреля 2024 года Украина открыла своё посольство в Кигали.

## Руководители дипломатической миссии
- Евгений Викторович Цымбалюк (по совместительству; 29 декабря 2015[8] — 19 июня 2018[9])
- Андрей Иванович Праведник (по совместительству; 6 октября 2021[10] — 21 декабря 2024[11])
- Вячеслав Викторович Яцюк (с 21 октября 2024[12])